# Осеково (Польща)
Осеково (пол. Osiekowo, нім. Oschekau) — село в Польщі, у гміні Домбрувно Острудського повіту Вармінсько-Мазурського воєводства.
Населення — 146 осіб (2011).
У 1975-1998 роках село належало до Ольштинського воєводства.

## Демографія
Демографічна структура станом на 31 березня 2011 року:
|          | Загалом | Допрацездатний вік | Працездатний вік | Постпрацездатний вік |
| -------- | ------- | ------------------ | ---------------- | -------------------- |
| Чоловіки | 76      | 16                 | 51               | 9                    |
| Жінки    | 70      | 13                 | 44               | 13                   |
| Разом    | 146     | 29                 | 95               | 22                   |